# ویر (ماساچوست)
ویر، ماساچوست
ویر(به انگلیسی: Ware) شهرکی در شهرستان همشایر ایالت ماساچوست می‌باشد که در سال ۱۷۷۵ بنیان‌گذاری شده‌است. این شهرک در سرشماری سال ۲۰۱۰ میلادی، ۹٬۸۷۲ نفر جمعیت داشته‌است.